# Якушинецька бучина
Якушинецька бучина — ботанічна пам'ятка природи місцевого значення. Розташована на території Мізяківсько-Хутівської сільської ради Вінницького району Вінницької області (Якушинецьке лісництво кв. 89, вид. 5, 8, 17, 18) у лісовому масиві на південь від с. Мізяківські Хутори. Оголошена відповідно до рішення Вінницького облвиконкому від 29.09.1984 р. № 371. Охороняється лісонасадження з участю бука європейського, дуба звичайного та домішкою яблуні лісової віком понад 70 років.